# Resende (Rio de Janeiro)
Resende é um município brasileiro localizado no sudoeste do estado do Rio de Janeiro. Com uma população de 129,612 habitantes, estimada pelo IBGE para 1º de agosto de 2022, era em 2022 o 24.º município mais populoso do estado. É o município-sede da Região Imediata de Resende, cuja população é a segunda maior das três regiões que integram a Região Intermediária de Volta Redonda-Barra Mansa.
Apresenta o terceiro maior PIB (em 2011) e o segundo melhor IDH entre os municípios da região do sul fluminense (em 2010), e o décimo quinto maior PIB e o quinto mais alto IDH entre os demais municípios do estado. De fato, em 2011, o PIB do município foi estimado em R$ 5,62 bilhões, o 107° maior PIB municipal do Brasil no mesmo ano. E seu IDH (Índice de Desenvolvimento Humano), em 2010, de acordo com a PNUD, alcançou o patamar de 0,768 (66.3% da população adulta possuía ensino fundamental completo naquele ano, com uma expectativa de vida média de 75,3 anos de vida e renda per capita de R$ 915,21), classificado como "elevado" pela entidade e sendo posicionado como o 249° município com melhor IDH do Brasil naquele ano.
Seu território faz divisa com os estados de São Paulo e Minas Gerais, além de outros municípios fluminenses ao lado citados. Historicamente, é uma das cidades mais valiosas do Brasil, remanescente da época do Brasil Colônia. É, com efeito, o município mais antigo de sua região. Entre os séculos XIX e XX, das terras que originalmente compunham Resende, formaram-se os demais municípios do Vale do Paraíba Fluminense.
Resende é um importante polo industrial, automotivo, metalúrgico, de energia nuclear, turístico e sede do segundo maior complexo militar do mundo e maior da América Latina, a Academia Militar das Agulhas Negras, a única na formação de oficiais combatentes do exército no país, cuja área total é de 67 km². Resende tem importância nacional e é conhecida internacionalmente por abrigar a Fábrica de Combustível Nuclear, complexo das Indústrias Nucleares do Brasil, única capaz de promover o enriquecimento de urânio no país.

## História
Resende era habitada originalmente por índios puris, que a chamavam Timburibá. O desenvolvimento do lugar foi rápido, devido a fatores como estar a meio caminho entre Rio de Janeiro e São Paulo, além da proximidade com a capitania de Minas Gerais. A descoberta de ouro e diamantes no século XVIII nas capitanias do Rio de Janeiro, São Paulo e Minas Gerais levou ao desbravamento de suas terras e de toda a região do vale do rio Paraíba, ao longo do percurso do rio Paraíba do Sul. Em 1744 coronel paulista Simão da Cunha Gago conseguiu autorização da Coroa portuguesa para desbravar a região em busca dessas riquezas. Nessa empreitada, chegou à região da atual Resende, dando ao povoado o nome de "Nossa Senhora da Conceição do Campo Alegre da Paraíba Nova".

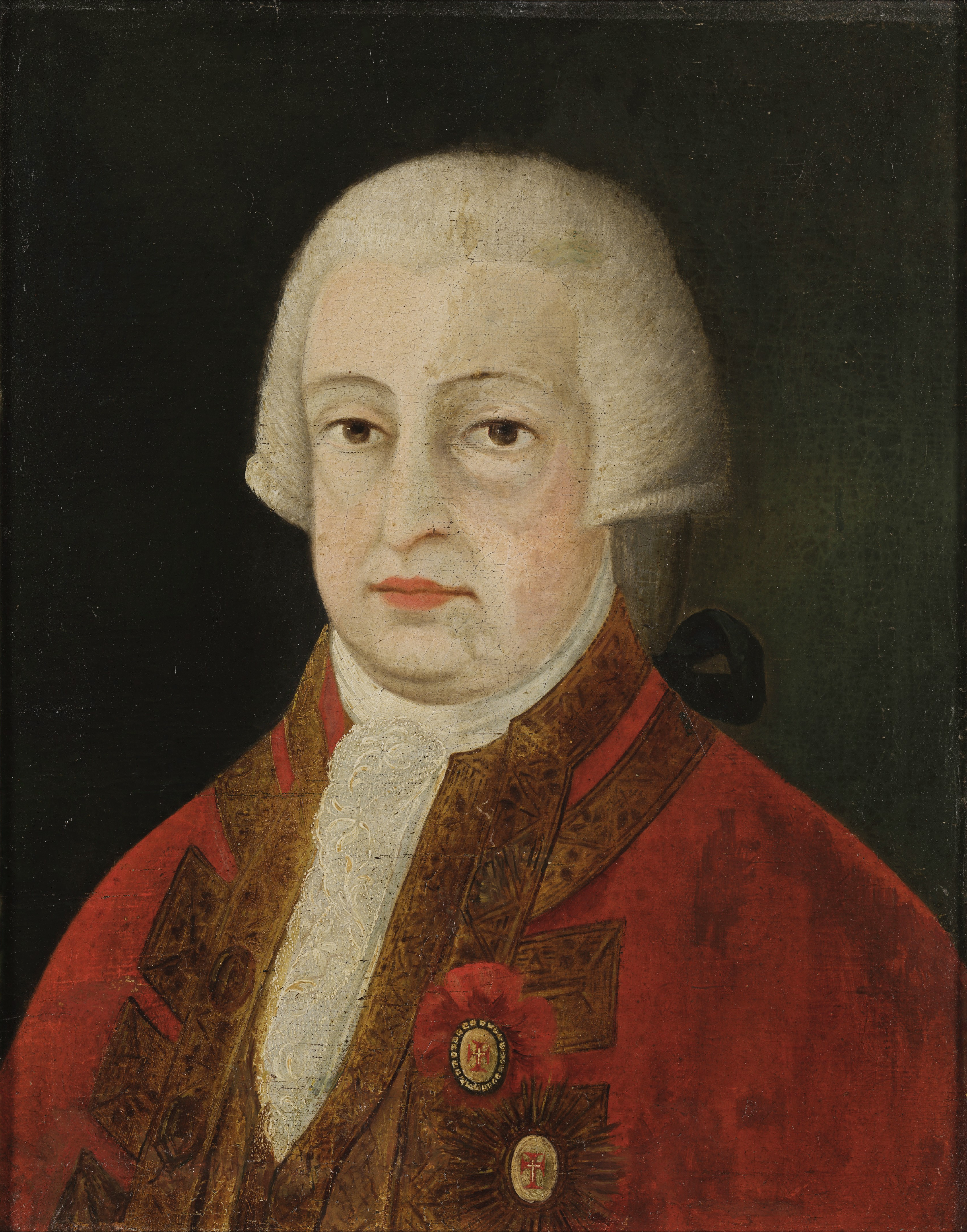
José Luís de Castro, o Conde de Resende

Em 29 de setembro de 1801, o povoado torna-se a "Vila de Resende", nome dado em homenagem ao Conde de Resende, então vice-Rei do Brasil. Com a expansão da cultura cafeeira no século XIX, a Vila de Resende passa por significativo crescimento. Vários sobrados foram construídos nessa época, sendo o primeiro deles o de Benedita Gonçalves Martins, conhecida como a "Rainha do Café". Devido à expansão econômica, e com uma população de cerca de 19 000 habitantes (sendo aproximadamente a metade constituída por escravos), a Vila de Resende foi emancipada à condição de cidade em 13 de julho de 1848 pela Lei Provincial n.º 438. Seis distritos integravam o recém criado município: Cidade, Campos Elíseos, Bom Jesus de Sant'Ana dos Tocos (que acabou submerso pela represa do Funil), Boa Vista (atual Engenheiro Passos), Santo Antônio da Vargem Grande e São Vicente Ferrer (atual Fumaça).
O café era transportado no lombo de burros para o Porto de Angra dos Reis, percurso que demandava cerca de oito dias, o que levou ao início da navegação pelo rio Paraíba. Eram utilizadas mais de sessenta barcas, que levavam o café até Barra do Piraí. Nessa cidade era feita a baldeação para os trens da Estrada de Ferro D. Pedro II, que seria depois a Estrada de Ferro Central do Brasil. Os trilhos da estrada de ferro chegaram a Resende em 1873, levando ao fim do transporte do café por via fluvial. As riquezas provenientes da produção de café transformaram a vida da cidade. Não apenas o aspecto físico das edificações, que passaram a ser mais urbanizadas e menos rústicas, mas também os costumes  e estilo de vida da aristocracia local tornaram-se requintados. Passa-se a importar seda porcelana da Europa, os filhos dos fazendeiros começam a aprender inglês e francês, indo depois estudar no exterior.

Resende em data desconhecida. Arquivo Nacional

A partir de 1850, o tráfico de escravos foi proibido e a mão de obra nos cafezais tornou-se dispendiosa. Além disso, a partir de 1870 as terras passaram a ser menos produtivas, pelo excesso de utilização. No final da década, vários cafeicultores vão para o Oeste Paulista, região da atual Ribeirão Preto, onde havia boas perspectivas para a produção. Com o êxodo das famílias, as terras resendenses passaram a se desvalorizar, atraindo emigrantes vindos de Minas Gerais, que se instalavam com seu gado nos cafezais abandonados. Iniciava-se assim o ciclo da pecuária na região, levando Resende a produzir um terço da produção leiteira e ser o segundo produtor de queijo e manteiga do estado, no início do século XX. Na década de 1940 tem início a industrialização de Resende, sendo implantada também nessa época a Academia Militar das Agulhas Negras. Com a inauguração da rodovia Presidente Dutra no início dos anos 50, acentua-se a expansão industrial da cidade.
O distrito de Engenheiro Passos é criado e anexado ao município de Resende pela Lei Estadual n.º 1 695, de 26 de setembro de 1952. Em 6 de julho de 1988, pela Lei Estadual n.º 1 330, parte dos distritos de Engenheiro Passos, Agulhas Negras e Itatiaia são desmembrados de Resende para formar o município de Itatiaia. Pela Lei Estadual n.º 2 494, de 28 de dezembro de 1995, é criado o município de Porto Real, distrito desmembrado de Resende.

## Geografia
| Maiores acumulados de precipitação em 24 horas registrados em Resende por meses (INMET) | Maiores acumulados de precipitação em 24 horas registrados em Resende por meses (INMET) | Maiores acumulados de precipitação em 24 horas registrados em Resende por meses (INMET) |
| Mês                                                                                     | Acumulado                                                                               | Data                                                                                    |
| --------------------------------------------------------------------------------------- | --------------------------------------------------------------------------------------- | --------------------------------------------------------------------------------------- |
| Janeiro                                                                                 | 141,2 mm                                                                                | 16/01/2016                                                                              |
| Fevereiro                                                                               | 121,4 mm                                                                                | 02/02/1974                                                                              |
| Março                                                                                   | 109,7 mm                                                                                | 26/03/1982                                                                              |
| Abril                                                                                   | 89,4 mm                                                                                 | 25/04/1959                                                                              |
| Maio                                                                                    | 48,5 mm                                                                                 | 07/05/1955                                                                              |
| Junho                                                                                   | 63,9 mm                                                                                 | 15/06/1958                                                                              |
| Julho                                                                                   | 70,6 mm                                                                                 | 25/07/2013                                                                              |
| Agosto                                                                                  | 63,2 mm                                                                                 | 30/08/1977                                                                              |
| Setembro                                                                                | 78,1 mm                                                                                 | 15/09/1943                                                                              |
| Outubro                                                                                 | 171,8 mm                                                                                | 28/10/2021                                                                              |
| Novembro                                                                                | 226,6 mm                                                                                | 26/11/1975                                                                              |
| Dezembro                                                                                | 162,7 mm                                                                                | 06/12/1950                                                                              |
| Período: 21/05/1944-presente                                                            |                                                                                         |                                                                                         |

Resende está localizada às margens do Rio Paraíba do Sul e é atravessada pela Rodovia Presidente Dutra. Seu município é o último do estado percorrido pela rodovia antes da divisa com São Paulo. É também cortado por uma das mais importantes ferrovias do país, o Ramal de São Paulo da antiga Estrada de Ferro Central do Brasil, ligando a cidade à São Paulo e à capital fluminense, porém atualmente está concedida à MRS Logística para o transporte de cargas.
A extensão territorial de Resende é uma das maiores do estado do Rio de Janeiro. Os limites são: a norte, o município de Itatiaia e o estado de Minas Gerais; a leste os municípios de Quatis, Porto Real e Barra Mansa; a sul e a oeste, o estado de São Paulo. O município está subdividido nos distritos de Resende (sede), Agulhas Negras, Visconde de Mauá, Pedra Selada, Fumaça e Engenheiro Passos.
O relevo do município é típico de vale, estando o município localizado em uma grande planície às margens do rio Paraíba do Sul. Conforme nos afastamos dela encontramos um planalto com leves colinas achatadas e, mais longe, o Maciço do Itatiaia, que compreende uma escarpa da Serra da Mantiqueira, com o pico das Agulhas Negras ao fundo. No outro extremo do município, junto à divisa paulista, encontramos o início das formações da Serra do Mar, com a presença de elevações que geralmente ultrapassam os 600 metros de altitude.
O Rio Paraíba do Sul tem, como seus principais afluentes dentro do município, o Córrego Preto e os rios Alambari, Sesmaria, Lavapés e Salto, que serve de divisa entre Resende e o município de Queluz no estado de São Paulo.
O clima de Resende é tropical de altitude, a temperatura média anual é de 21 °C, com mínimas de 12 °C, em julho e máxima de 31 °C, em fevereiro. As maiores precipitações são no período de outubro a março. Segundo dados do Instituto Nacional de Meteorologia (INMET), a menor temperatura registrada em Resende desde maio de 1944, quando se iniciaram as medições climatológicas na cidade, foi de 1,4 °C em 1º de junho de 1979 e a maior atingiu 39,9 °C em 2 de outubro de 2024. O maior acumulado de precipitação em 24 horas alcançou 226,6 mm em 26 de novembro de 1975, seguido por 171,4 mm em 28 de outubro de 2021 e 162,7 mm em 6 de dezembro de 1950. Desde setembro de 2006, a maior rajada de vento alcançou 44,5 m/s (160,2 km/h) em 30 de setembro de 2021 e a menor umidade relativa do ar (URA) ocorreu na tarde de 17 de setembro de 2015, quando o índice chegou a 10%.
| Dados climatológicos para Resende | Dados climatológicos para Resende | Dados climatológicos para Resende | Dados climatológicos para Resende | Dados climatológicos para Resende | Dados climatológicos para Resende | Dados climatológicos para Resende | Dados climatológicos para Resende | Dados climatológicos para Resende | Dados climatológicos para Resende | Dados climatológicos para Resende | Dados climatológicos para Resende | Dados climatológicos para Resende | Dados climatológicos para Resende |
| Mês | Jan                               | Fev                               | Mar                               | Abr                               | Mai                               | Jun                               | Jul                               | Ago                               | Set                               | Out                               | Nov                               | Dez                               | Ano                               |
| --- | --------------------------------- | --------------------------------- | --------------------------------- | --------------------------------- | --------------------------------- | --------------------------------- | --------------------------------- | --------------------------------- | --------------------------------- | --------------------------------- | --------------------------------- | --------------------------------- | --------------------------------- |
| Temperatura máxima recorde (°C) | 38,6                              | 38                                | 39,2                              | 36                                | 35,3                              | 32,1                              | 34                                | 36,5                              | 39,4                              | 39,9                              | 39,6                              | 38,9                              | 39,9                              |
| Temperatura máxima média (°C) | 30,6                              | 31,1                              | 29,8                              | 28,3                              | 25,6                              | 25                                | -                                 | 26,4                              | 27,2                              | 28,6                              | 28,6                              | 30,2                              | -                                 |
| Temperatura mínima média (°C) | 20,3                              | 20,3                              | 20                                | 18,6                              | 15,5                              | 13,4                              | 12,7                              | 13,6                              | 15,5                              | 17,7                              | 18,8                              | 20,1                              | 17,2                              |
| Temperatura mínima recorde (°C) | 13,4                              | 14                                | 12,4                              | 8,1                               | 4,7                               | 1,4                               | 2,4                               | 3,6                               | 4,5                               | 7,7                               | 9,8                               | 11,8                              | 1,4                               |
| Precipitação (mm) | 307                               | 223,1                             | 220,9                             | 89,4                              | 48,1                              | 25,9                              | 29,6                              | 24,4                              | 61,8                              | 117,6                             | 219,8                             | 253,2                             | 1 620,8                           |
| Dias com precipitação (≥ 1 mm) | 18                                | 14                                | 15                                | 8                                 | 6                                 | 4                                 | 4                                 | 3                                 | 7                                 | 10                                | 15                                | 17                                | 121                               |
| Umidade relativa compensada (%) | 78                                | 76,7                              | 78,3                              | 77,4                              | 77,6                              | 77,2                              | 75                                | 69,9                              | 71,7                              | 73,9                              | 76                                | 78,2                              | 75,8                              |
| Insolação (h) | 143,8                             | 157,8                             | 149,9                             | 159,3                             | 163,4                             | 169                               | 174,9                             | 182,4                             | 125,2                             | 129,4                             | 131                               | 130,6                             | 1 816,7                           |
| Fonte: INMET (temperatura e precipitação: normal climatológica de 1991-2020; umidade e horas de sol: normal 1981-2010; recordes de temperatura: 21/05/1944-presente) |                                   |                                   |                                   |                                   |                                   |                                   |                                   |                                   |                                   |                                   |                                   |                                   |                                   |

## Demografia
Etnias
| Cor/Raça | Percentagem |
| -------- | ----------- |
| Branca   | 53,0%       |
| Parda    | 37,8%       |
| Negra    | 8,3%        |
| Amarela  | 0,8%        |
| Indígena | 0,1%        |

Fonte: IBGE

## Subdivisões
Resende está dividida em cinco zonas e 81 bairros.

## Economia

### Indústrias
Com um amplo parque industrial em franco desenvolvimento, cuja área total é de 23 milhões de metros quadrados,[carece de fontes?] Resende abriga importantes unidades fabris de grande porte, com destaque para os setores metal-mecânico e químico-farmacêutico. Além disso, tornou-se o 2º maior polo automobilístico do país, ficando atrás apenas de São Bernardo do Campo-SP. As principais indústrias são:
- Volkswagen Caminhões e Ônibus, maior fábrica de caminhões e ônibus do Brasil;
- Indústrias Nucleares do Brasil, Fábrica de Combustível Nuclear, única indústria de enriquecimento de urânio do país;
- Pernod Ricard, fábrica de bebidas alcoólicas (terceira maior companhia de bebidas do mundo);
- Grupo Votorantim, usina siderúrgica (é a maior do grupo no Brasil);
- Furnas Centrais Elétricas, Usina Hidrelétrica do Funil (216 MW);
- Novartis, indústria farmacêutica;
- Nissan, Montadora exclusiva dos automóveis Nissan, da plataforma em V.

## Infraestrutura

### Educação
Dentre as instituições educacionais no município, se destacam:
- Universidade Estácio de Sá (UNESA), com 1.500 alunos e cursos de graduação em Administração, Direito, Fisioterapia, Psicologia, Informática, Pedagogia e Rede de Computadores (Instituto Politécnico);
- Associação Educacional Dom Bosco (AEDB), com 3.000 alunos e mais de 15 cursos de graduação;
- Academia Militar das Agulhas Negras, com 2.985 cadetes e curso de formação de Oficiais para o Exército Brasileiro;
- Universidade do Estado do Rio de Janeiro (UERJ), com 1.000 alunos e curso de graduação em Engenharia de Produção (com ênfase em química ou mecânica), Engenharia Mecânica e Engenharia Química;
- Universidade Aberta do Brasil (CEDERJ), com 2.000 alunos com cursos de Administração, licenciaturas em Matemática, História, Ciências Biológicas, Pedagogia, Turismo e Tecnologia em Segurança Pública.[16]

### Transportes
Ferroviário
O município é servido pelo tronco ferroviário mais importante do país, da Rede Ferroviária Federal (RFFSA), hoje explorado pela MRS Logística. O tronco é disponível para transporte de carga, com projeto em andamento para instalação de ramal dentro do Polo Industrial e instalação de um Centro de Movimentação de carga e descarga às margens da Rodovia Presidente Dutra.
O município de Resende é atravessado em parte pela Ferrovia do Aço e em sua grande parte pelo Ramal de São Paulo da  Estrada de Ferro Central do Brasil. Os últimos trens de passageiros (com destino à São Paulo e ao Rio de Janeiro) circularam pelo município em 1998, porém já não paravam mais em sua estação ferroviária para embarque e desembarque de passageiros desde a primeira metade da década de 1980.